# Président de la région de Murcie
Le président de la région de Murcie (en espagnol : Presidente de la Región de Murcia) est le chef du gouvernement de la communauté autonome espagnole de la région de Murcie.
L'actuel titulaire de ce poste est, depuis le 3 mai 2017, le conservateur Fernando López Miras.

## Élection
Le statut d'autonomie dispose que « Le président de la communauté autonome sera élu par l'Assemblée régionale, parmi ses membres, et nommé par le roi ».

### Procédure
Le président de l'Assemblée consulte les représentants des groupes politiques disposant d'une représentation parlementaire. Dans les dix jours qui suivent la tenue de la session constitutive ou la fin anticipée des fonctions du président de la Région, il doit proposer un candidat.
Ce candidat se présente devant les députés et leur expose son programme, après quoi s'engage un débat. À l'issue de ce dernier, le premier vote d'investiture est organisé. Le candidat ne peut être investi qu'à la majorité absolue des députés, soit actuellement 23 sur 45.

### Échec
En cas d'échec, le candidat peut se soumettre à un nouveau vote quarante-huit heures plus tard, au cours duquel la majorité simple suffira. S'il échoue, le président de l'Assemblée recommence toute la procédure, la majorité absolue étant alors suffisante et le délai de dix jours étant restreint à quarante-huit heures.
Si aucun candidat ne s'impose à l'issue d'un délai de deux mois suivant la tenue du premier vote, le président de l'Assemblée régionale prononce la dissolution de cette dernière.

### Investiture
Une fois un candidat investi, le président de l'Assemblée communique son nom au roi, qui le nomme président de la région de Murcie par décret. Il prendra ses fonctions dans les cinq jours qui suivent la publication du décret au Bulletin officiel de l'État (BOE).

## Fonctions

### Chef du gouvernement régional
En sa qualité de président du conseil de gouvernement et représentant suprême de la région de Murcie : 
- il « fixe les lignes directrices générale de l'action du gouvernement régional, conformément à son programme politique » ;
- il « maintient l'unité de la direction politique et administrative, et coordonne le travail du gouvernement régional » ;
- il « crée et supprime les départements exécutifs, modifie leur dénomination et leurs compétences, ce dont il rend compte à l'Assemblée régionale, ainsi qu'établir leur ordre protocolaire » ;
- il « nomme et met fin aux fonctions du vice-président, le cas échéant, des conseillers exécutifs, du secrétaire général de la présidence et de son personnel de confiance » ;
- il « désigne, parmi les conseillers exécutifs, le porte-parole du gouvernement, le secrétaire du gouvernement et le représentant du gouvernement à la conférence des porte-paroles de l'Assemblée régionale » ;
- il « établit le régime des remplacements et de l'intérim des conseillers exécutifs » ;
- il « convoque le conseil de gouvernement, fixe l'ordre du jour, préside, suspend et lève ses sessions, dirige ses débats et délibérations » ;
- il « signe les décrets approuvés en conseil de gouvernement » ;
- il « impulse l'élaboration et la présentation devant l'Assemblée régionale des projets de loi » ;
- il « veille à la mise en œuvre des décisions du conseil de gouvernement et de ses commissions déléguées » ;
- il « recueille auprès des conseillers exécutifs les informations sur leur gestion et l'application du programme gouvernemental dans leur champ de compétence » ;
- il « résout les conflits d'attribution entre les départements exécutifs » ;
- il « propose la tenue de débats généraux à l'Assemblée régionale, conformément à son règlement » ;
- il « pose la question de confiance devant l'Assemblée régionale, après délibération du conseil de gouvernement » ;
- il « rend compte à l'Assemblée régionale des recours en inconstitutionnalité et des conflits de compétences interjetés par le conseil de gouvernement devant le Tribunal constitutionnel » ;
- il « facilite les relations de l'administration publique avec l'Assemblée régionale » ;
- il « exerce les actions juridictionnels d'urgence, rendant compte au conseil de gouvernement dès la réunion suivante » ;
- il « exerce le pouvoir réglementaire conformément à l'ordre juridique » ;
- il « convoque les élections à l'Assemblée régionale et l'Assemblée régionale élue » ;
- il « prononce la dissolution de l'Assemblée régionale, après délibération du conseil de gouvernement » ;
- il « veille à la mise en œuvre des accords et résolutions de l'Assemblée régionale » ;
- il « pourvoit aux postes que la loi prévoit » ;
- il « assure, au plus haut niveau, la coordination des actions de la Région et de l'État » ;
- il « signe les conventions et accords de coopération avec les autres communautés autonomes » ;
- il « sollicite l'avis du Conseil juridique de la région de Murcie conformément à la loi » ;
- il « propose la remise des honneurs et des distinctions de la Région, conformément aux normes correspondantes » ;
- il « exerce toute autre fonction, faculté ou compétence que l'ordre juridique lui attribue ».

### Représentant de l'État
En sa qualité de représentant de l'État espagnol sur le territoire de la communauté autonome : 
- il « promulgue, au nom du roi, dans un délai de quinze jours suivant leur approbation, les lois de l'Assemblée régionale, les décrets législatifs, et ordonne leur publication immédiate au Bulletin officiel de la région de Murcie et au Bulletin officiel de l'État » ;
- il « maintient les relations avec le gouvernement de la Nation » ;
- il « organise la publication au Bulletin officiel de la région de Murcie de la nomination du président du tribunal supérieur de justice ».

## Fin du mandat
Le mandat du président de la région de Murcie prend fin du fait de sa démission, communiquée au président de l'Assemblée régionale, de la dissolution de l'Assemblée, du vote d'une motion de censure, de l'échec d'une question de confiance, de son décès, de la perte de son mandat parlementaire, d'une incompatibilité reconnue par l'Assemblée et non-corrigée, d'une condamnation pénale définitive le rendant inapte à l'exercice d'un mandat public, ou d'une incapacité physique ou mentale permanente qui le rend inapte à exercer ses fonctions.

### Motion de censure
L'Assemblée régionale met en cause la responsabilité politique du président et du conseil de gouvernement par une motion de censure, déposée par au moins 15 % des députés, soit 7 actuellement, et qui prévoit le nom d'un candidat à la présidence du gouvernement.
Elle ne peut être votée moins de cinq jours après sa présentation, des motions alternatives pouvant être déposées pendant les deux premiers jours de ce délai. Si aucune motion n'atteint la majorité absolue des députés, elle n'est pas adoptée et ses signataires ne peuvent en présenter de nouvelle pendant un délai d'un an, durant la législature en cours.
En cas d'adoption, le candidat est immédiatement investi président de la région de Murcie, ce que le président de l'Assemblée communique au roi aux fins de nomination.

## Titulaires
Depuis la tenue des premières élections régionales, le 8 mai 1983, six personnes ont exercé cette fonction, trois issues du Parti populaire (PP) et trois du Parti socialiste ouvrier espagnol (PSOE). Le conservateur Ramón Luis Valcárcel détient le record de longévité, avec un mandat de près de dix-neuf ans, tandis que la socialiste María Antonia Martínez est la toute première femme à avoir présidé un gouvernement en Espagne.